# Antiguraleus fenestratus
Antiguraleus fenestratus är en snäckart som beskrevs av Powell 1942. Antiguraleus fenestratus ingår i släktet Antiguraleus och familjen kägelsnäckor. Inga underarter finns listade i Catalogue of Life.